# Pantagathe de Vienne
Pour les articles homonymes, voir Saint Domnin.
Pantagathe est un évêque de Vienne de la première moitié du VIe siècle. Il est considéré comme saint de l'Église catholique romaine.

## Biographie
Pantagathe (Pantagathus, Pantagathi) est un évêque du diocèse de Vienne, présent dans le catalogue de l'évêque Adon de Vienne (799-875),,.
Dans son épitaphe, il est indiqué qu'il a « occupé de hautes fonctions administratives ». Ulysse Chevalier précise qu'il était questeur.
Pantagathe serait monté, selon Chevalier, sur le siège de Vienne, vers 536. Il est attesté par sa signature au concile d'Orléans, en 538,.
Chevalier, dans son analyse de 1879, le donne pour mort en 541. Quelques années plus tard, dans le Regeste dauphinois (1912), il donne pour date de l'épitaphe le 17 avril (vers 541).
Selon Chevalier, il est inhumé dans l'église Saint-Georges de Vienne,. 

## Culte
Considéré comme saint, Pantagathe figure dans le calendrier liturgique du diocèse de Grenoble-Vienne le 1er juillet, aux côtés de saint Martin et de tous les anciens évêques de Vienne. Il figurait dans le Martyrologe à la date du 17 avril, de même que chez les Bollandistes.